# Sansevieria scimitariformis
Sansevieria scimitariformis là một loài thực vật có hoa trong họ Măng tây. Loài này được D.J.Richards mô tả khoa học đầu tiên năm 2002.

## Hình ảnh

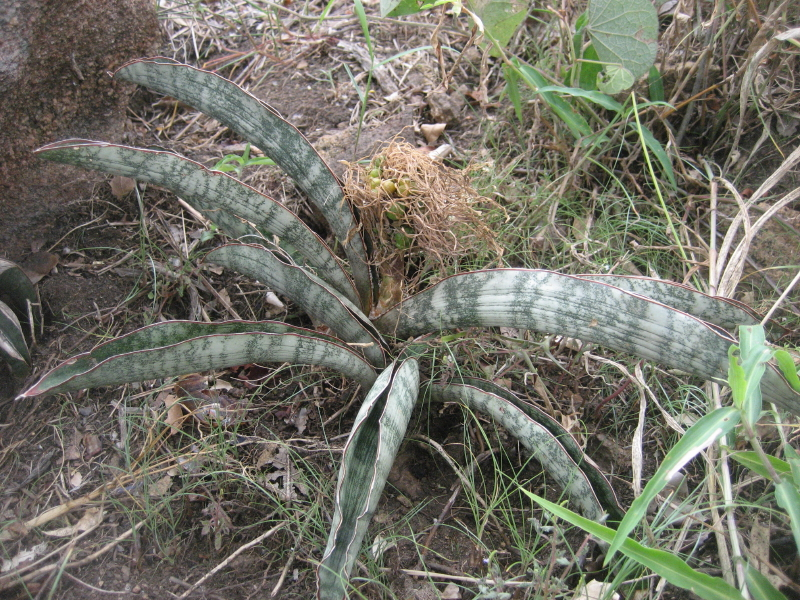
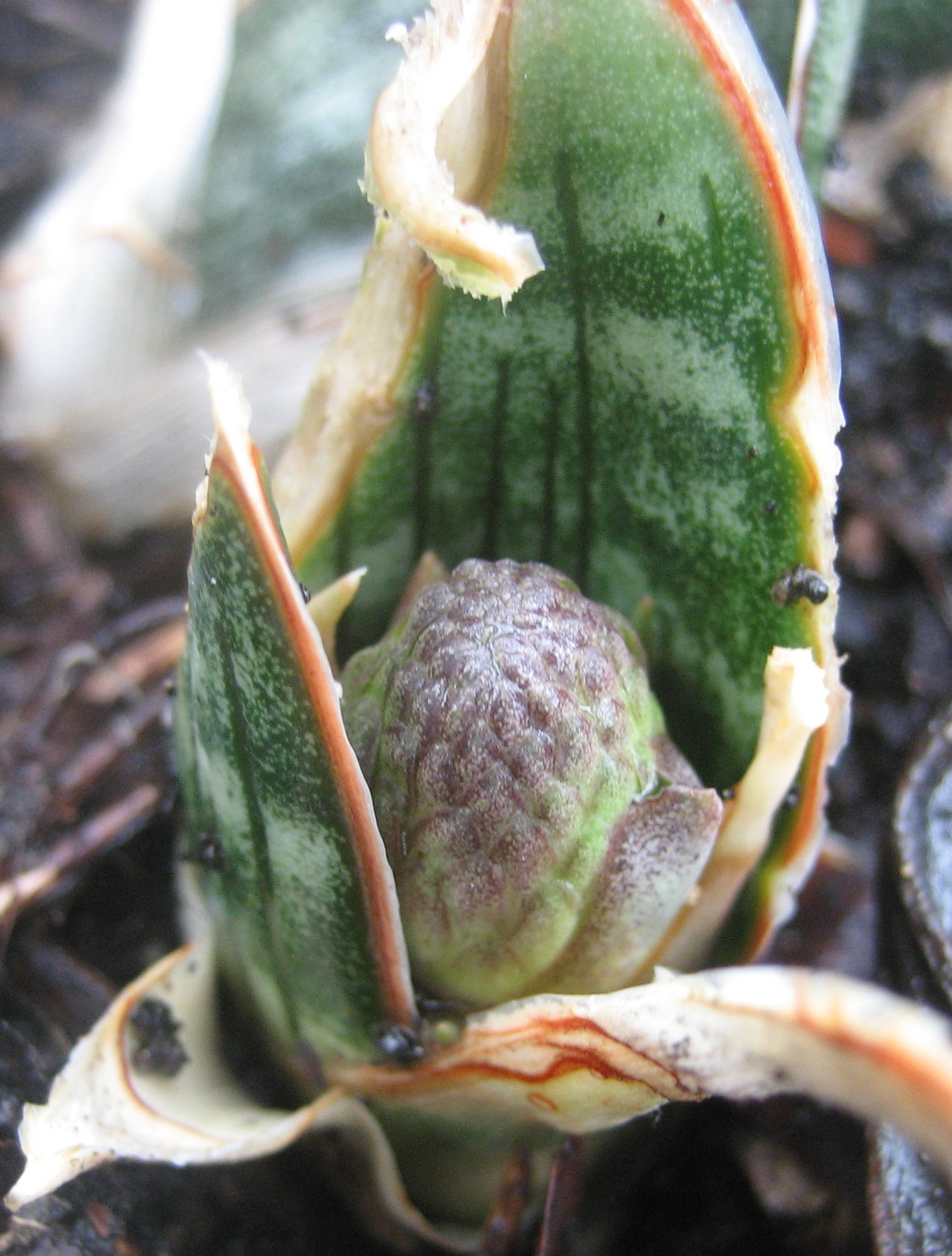
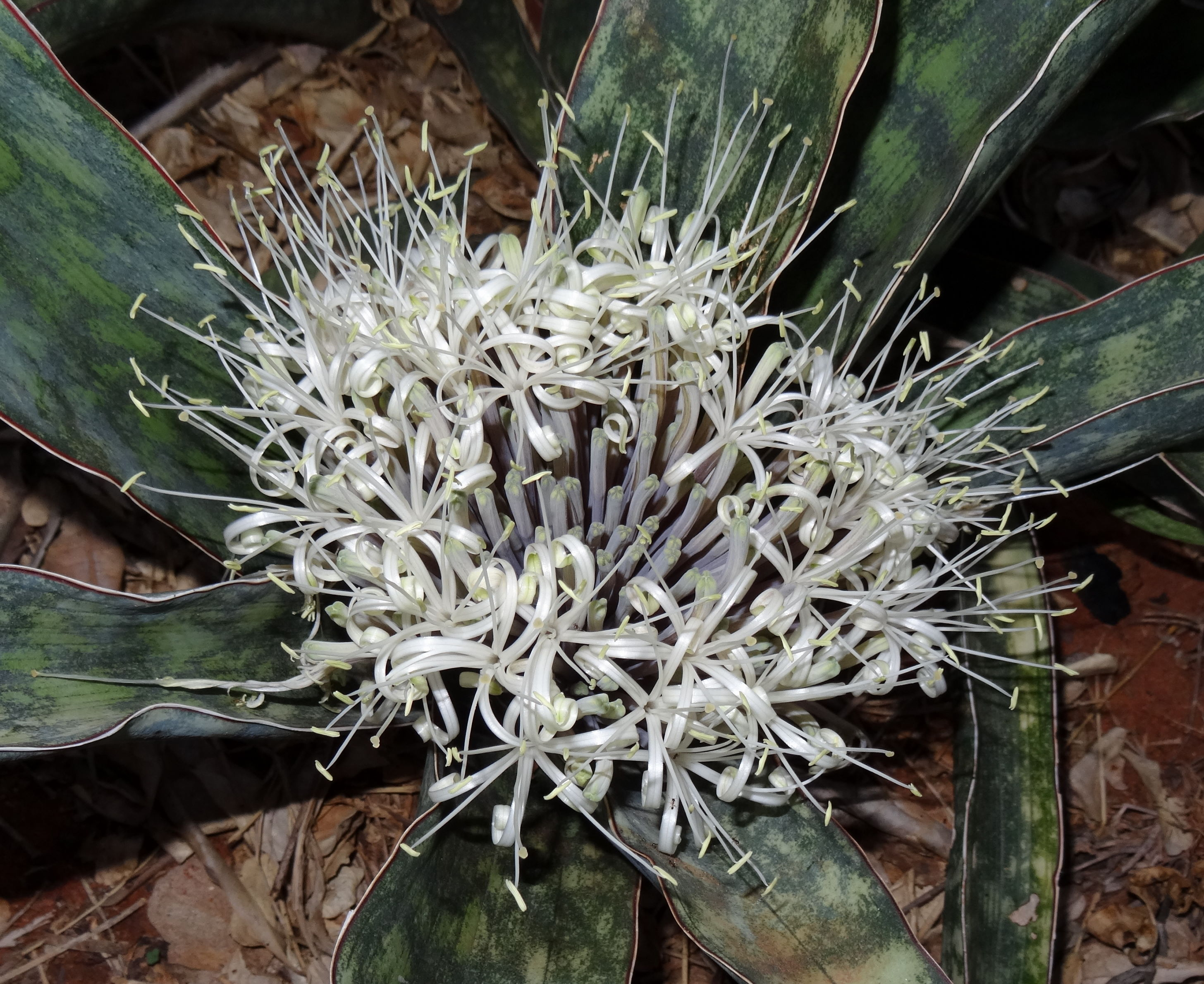
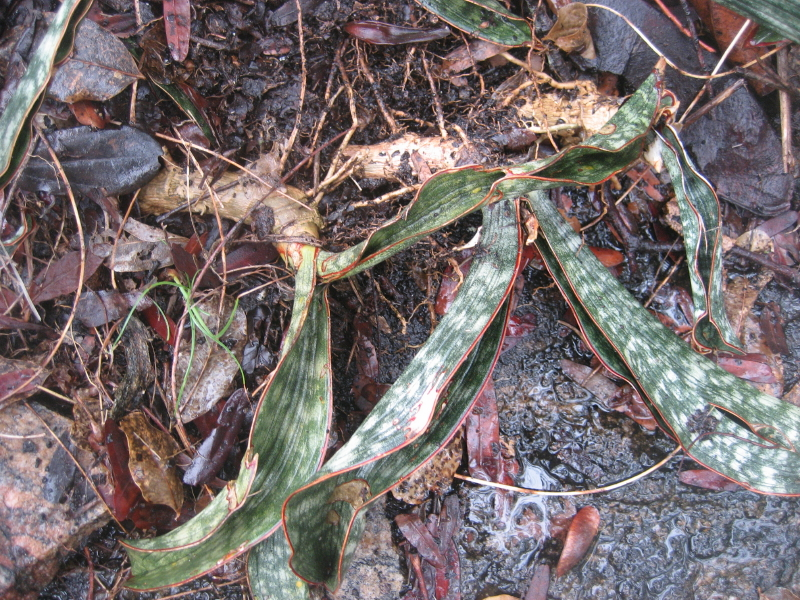